# Церква Святого Норберта (Краків)

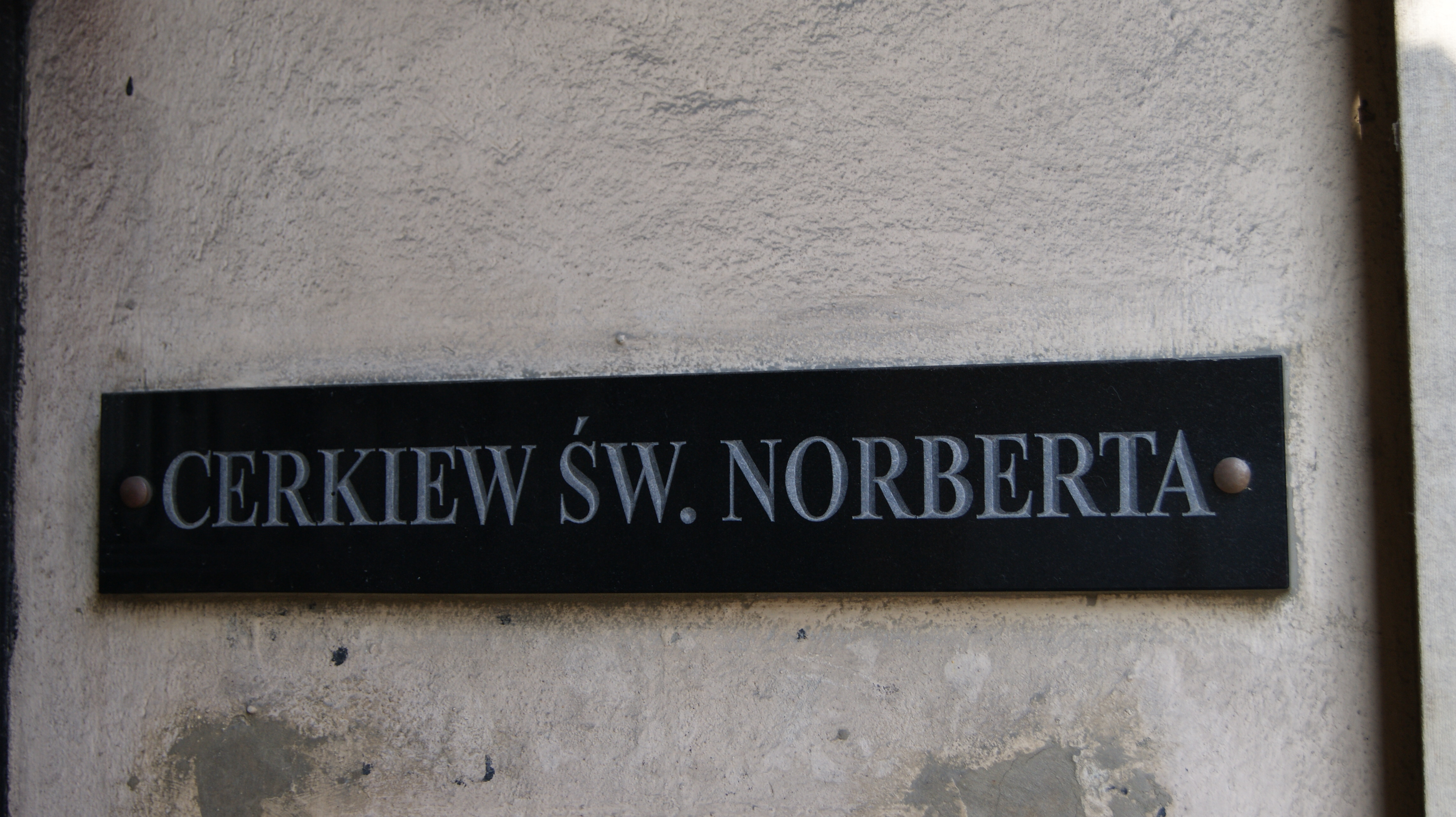
Cтара назва церкви

Церква Воздвиження Святого Хреста (пол. Cerkiew Podwyższenia Krzyża Świętego) парафії Воздвиження Святого Хреста у Кракові — стародавня греко-католицька церква, розташована у Кракові у Старому Місті за адресою вул. Вішльна, 11. Побудована у 1636—1643 роках у стилі бароко як Костел Святого Норберта, призначений для сестер норбертинок. Імовірно, це третя по часу заснування греко-католицька церква за межами України після церкви святих мучеників Сергія та Вакха у Римі (1637) та церкви святої великомучениці Варвари у Відні (1784).
Церква внесена в реєстр пам'яток Малопольського воєводства (№ А-85 від 25.05.1931).

## Історія
Церква побудована у 1636—1643 роках у стилі бароко, як Костел святого Норберта, призначений для сестер норбертинок.
У 1797 році на прохання холмського єпископа Порфирія Скарбек-Важинського до Кракова приїхав ієромонах-василіянин Флоріян Кудревич, який перед тим вивчав у Кракові богослов'я (1787—1790), і став душпастирем греко-католицької спільноти. У 1799 році він був призначений парохом, а 26 лютого 1808 року здобув для греко-католицької парафії покинутий костел Святого Норберта, що залишився після закриття монастиря монахинь норбертинок. Флоріян Кудревич був одним із найвідданіших і найбільш заслужених душпастирів на початку розвитку релігійного життя українців у Кракові.
Наприкінці XIX століття завдяки зусиллям парафіяльного священика о. Івана Борсука і парафіян у церкві вимурували цегляний іконостас, який спроектував поляк Тадеуш Стриєнський. Ікони для того іконостасу, згідно з проектом Яна Матейка, написав його учень Владислав Россовський.
У 1947 році комуністична влада ліквідовала чинну парафію, будівля після кількох років перейшла до отців салетинців, а іконостас був демонтований і переданий в архів музею Яна Матейка.
У 1998 році греко-католицька парафія відновила церкву, а салетинці залишили її в кінці 2001 року. Відновлений, завдяки зусиллям греко-католицької парафії, антикварний історичний іконостас був реконструйований і реставрований. Він був знову встановлений і в листопаді 2004 року освячений греко-католицьким Перемишльсько-Варшавським митрополитом архієпископом Іваном Мартиняком.
Храм має два входи: через камінний портал з боку парку Планти (вулиця Кароля Ольшевського) і з вулиці Вісьльної (нині використовується другий).
У приміщенні біля бабинця можна побачити іконостас 60-х років ХХ століття від Єжи Новосельського. Цей іконостас був приміщений у каплиці святої Катерини, в якому греко-католицька парафія діяла в 1958—1998 роках.
У середині 1940 року у цій церкві взяв шлюб з Ярославою Опарівською, український національний політик Степан Бандера.

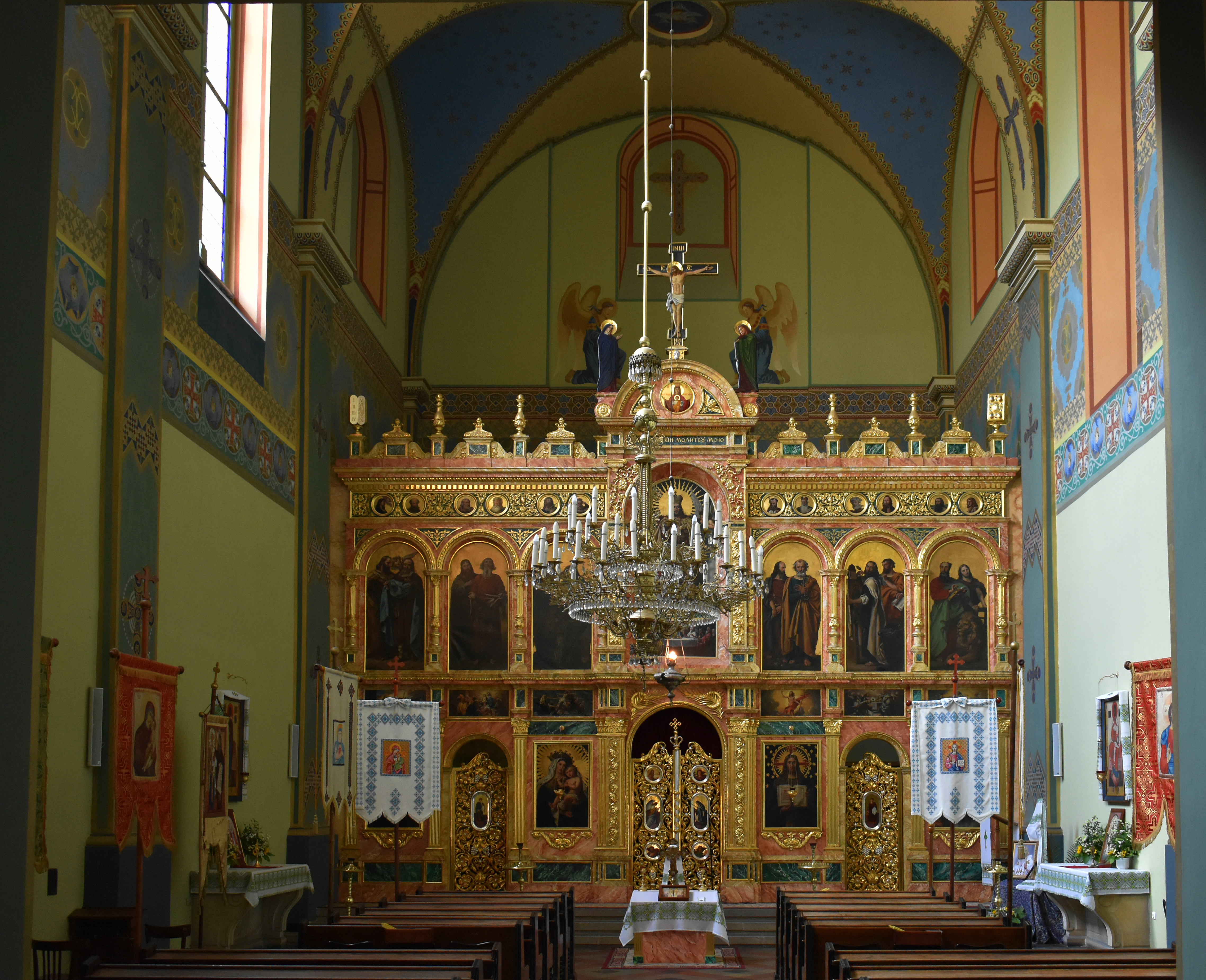
Інтер'єр церкви

## Священики
Від 22 серпня 1852 року храм перейшов від Холмської до Перемишльської греко-католицької єпархії. На парохів (адміністраторів) та сотрудників зазвичай призначали греко-католицьких священиків, які були професорами або студентами Ягеллонського університету.
- о. Флоріян Кудревич, ЧСВВ (1808—1834)
- о. Леон Лаврисевич, з 1832 року — вікарій, з 1834 — адміністратор; парох (1835—1854)
- о. Іван Лаврівський, адміністратор (1854—1860), парох (1860—1863)
- о. Стефан Лаврисевич, адміністратор (1863—1864)
- о. Микола Лівчак, парох (1864—1867)
- о. Йосиф Черлюнчакевич, адміністратор (1868—1885)
- о. Іван Борсук, адміністратор (1885—1888), парох (1888—1909)
- о. Іван Уруський, адміністратор (1909—1910)
- о. Петро Левицький, парох (1910—1914)
- о. Іван Уруський, адміністратор (1914—[1918]), парох ([1924]—1932)
- о. Павло Хрущ, парох (1932—1944)
- ієрм. Маврикій Ван де Малє, редемпторист (1944-1946)
- о. Стефан Граб, парох (1946—1947)

…
- о. Микола Денько (1958—1986), відновив греко-католицьку парафію в каплиці св. Дороти в костелі святої Катерини монастиря оо. августинців[9]
- о. Мирослав Михалішин, адміністратор парафії (1986—1996)
- о. Михайло Фецух (1994—2006), у 1998 році повернув церкву у власність греко-католиків

- о. Петро Павлище, парох (з 2006 року і досі (2019 рік)[10]